# Гаркуша Семен Кузьмич
Семен Кузьмич Гаркуша (невідомо  — невідомо ) — український радянський діяч, голова Ізмаїльського облвиконкому, 2-й секретар Ізмаїльського обкому КП(б)У.

## Біографія
Член ВКП(б) з 1927 року.
Перебував на відповідальній партійній роботі.
У 1940—1941 роках — завідувач промислового відділу Полтавського обласного комітету КП(б)У.
У 1943 році працював завідувачем відділу легкої промисловості Чкаловського обласного комітету ВКП(б).
З травня 1944 по березень 1946 року — заступник секретаря Полтавського обласного комітету КП(б)У із харчової промисловості — завідувач відділу харчової промисловості Полтавського обласного комітету КП(б)У.
Одночасно з травня 1945 по січень 1946 року — слухач відділення обласних працівників Республіканської партійної школи при ЦК КП(б)У в Києві.
У січні (затв. у березні) 1946 — січні 1949 року — 3-й секретар Ізмаїльського обласного комітету КП(б)У.
У січні — серпні (затв.) 1949 року — голова виконавчого комітету Ізмаїльської обласної ради депутатів трудящих.

## Нагороди
- орден «Знак Пошани» (23.01.1948)
- ордени
- медаль «За трудову доблесть» (22.01.1944)
- медалі